# Taux de formation d'étoiles
Pour les articles homonymes, voir SFR (homonymie).
Le taux de formation d'étoiles ou taux de formation stellaire (SFR, pour star formation rate en anglais) est une grandeur physique utilisée en astrophysique, caractérisant une galaxie, un amas de galaxies ou une nébuleuse, et correspondant à la masse d'étoile qui s'y forme par unité de temps.
Dans le SI, l'unité de mesure pour cette grandeur est le kilogramme par seconde (kg s−1), mais l'unité couramment utilisée par les astrophysiciens est la masse solaire par an, qui équivaut à la masse du Soleil par année julienne ; elle est notée M☉ a-1 ou M☉ an-1, ou plus couramment M☉ yr-1 (où yr est l'abréviation de year en anglais, langue de la plupart des publications scientifiques dans la discipline). L'unité du système astronomique d'unités est la masse solaire par jour, notée M☉ d-1.
Par exemple, les estimations pour le taux de formation stellaire actuel de la Voie lactée,, varient entre 0,35 et 10 M☉ a-1.